# Mehrdad Mohammadi
Mehrdad Mohammadi Keshmarzi (persisch مهرداد محمدی کشمرزی; * 29. September 1993 in Teheran) ist ein iranischer Fußballspieler, der seit September 2022 beim katarischen Erstligisten Al-Sailiya unter Vertrag steht. Der Stürmer ist seit Oktober 2019 iranischer Nationalspieler.

## Karriere

### Verein
Der in der iranischen Hauptstadt Teheran geborene Mehrdad Mohammadi wuchs zusammen mit seinem Zwillingsbruder Milad im Süden der Stadt auf. Die Eltern der beiden stammen ursprünglich aus Qazvin im Norden. Im Gegensatz zu seinem Bruder ist Mehrdad in der Offensive aktiv und er spielte in den Jugendabteilungen vom FC Persepolis, Steel Azin FC, Damash Teheran und Oghab Teheran.
Zur Saison 2014/15 wechselte er zusammen mit Milad zu Rah Ahan, wo er seine Profikarriere startete. Am 19. August 2014 (4. Spieltag) gab er beim 2:2-Unentschieden gegen Zob Ahan Isfahan sein Debüt in der höchsten iranischen Spielklasse, als er in der 78. Spielminute für seinen Bruder eingewechselt wurde. Sein erstes Ligator gelang ihm am 10. April 2015 (25. Spieltag) beim 1:1-Unentschieden gegen Naft Masjed Soleyman. In dieser Spielzeit absolvierte er 13 Ligaspiele, in denen er einen Torerfolg verbuchen konnte. Den Sprung in die Startelf schaffte er in der nächsten Saison 2015/16. Am 21. August 2015 (4. Spieltag) markierte er beim 2:1-Heimsieg gegen Saba Qom einen Doppelpack. Er verbuchte in dieser Spielzeit in 28 Ligaeinsätzen zehn Treffer und drei Vorlagen.
Am 14. Juni 2016 wechselte er zum Ligakonkurrenten Sepahan FC, wo er einen Fünfjahresvertrag unterzeichnete. Am 26. Juli 2016 (1. Spieltag) debütierte er bei der 0:1-Heimniederlage gegen den Shahr Khodrou FC für seinen neuen Verein. Er entwickelte sich rasch zur Stammkraft auf dem rechten Flügel. Seine ersten beiden Ligatore erzielte er am 9. Dezember 2016 (13. Spieltag) beim 4:1-Heimsieg gegen Saba Qom. In dieser Saison 2016/17 bestritt er 28 Ligaspiele, in denen er sieben Tore und zwei Vorlagen sammeln konnte. Die darauffolgende Spielzeit 2017/18 beendete er mit einem Tor und vier Assists, welche ihm in 26 Ligaeinsätzen gelangen. Seine Quote an Torbeteiligungen konnte er in der nächsten Saison 2018/19 wieder steigern, in der er in 29 Ligaeinsätzen sechs Torerfolge und fünf Vorlagen verbuchte.
Seinen nach Saisonende auslaufenden Vertrag verlängerte er jedoch nicht und am 19. Mai 2019 wurde sein ablösefreier Wechsel zum portugiesischen Erstligisten Desportivo Aves bekanntgegeben, wo er zum 1. Juli einen Dreijahresvertrag antrat. Bereits in seinem Debüt am 11. August 2019 (1. Spieltag) bei der 1:2-Auswärtsniederlage gegen Boavista Porto schaffte er einen Torerfolg. Fernab seiner Heimat gelang ihm rasch die Entwicklung zum wichtigen Stammspieler, mit dem nordportugiesischen Verein kämpfte er jedoch die gesamte Saison 2019/20 über gegen den Abstieg. Der Verein geriet während der COVID-19-Pandemie in eine massive finanzielle Schieflage, weshalb er unter anderem auch das Gehalt Mohammadis nicht mehr bezahlen konnte. Am 21. Juli 2020 löste er seinen Vertrag schließlich auf, nachdem er bereits seit drei Monaten keine Bezahlung mehr erhalten hatte. Der Abstieg des klaren Tabellenletzten Desportivo Aves war zu diesem Zeitpunkt bereits unlängst besiegelt. Er absolvierte in dieser Spielzeit 28 Ligaspiele, in denen er acht Tore erzielte und sechs weitere Treffer vorbereitete.
Am 1. September 2020 unterschrieb er beim katarischen Erstligisten al-Arabi SC einen Dreijahresvertrag. Sein erstes Ligaspiel absolvierte er am 4. September (1. Spieltag) beim 2:2-Unentschieden gegen den al-Khor SC, als er in der Halbzeitpause für Abdullah Marafee eingetauscht wurde. Zwei Wochen später (4. Spieltag) traf er beim 2:1-Heimsieg gegen den Umm-Salal SC erstmals im Trikot des Fareeg al-Ahlam.
Im September 2022 wechselte er zum katarischen Ligakonkurrenten Al-Sailiya.

### Nationalmannschaft
Am 10. Oktober 2019 debütierte Mehrdad Mohammadi beim 14:0-Heimsieg in der Qualifikation zur Weltmeisterschaft 2022 für die iranische Nationalmannschaft, als er in der 72. Spielminute für Mohammad Mohebi eingewechselt wurde. In dieser Partie gelang ihm sein erstes Länderspieltor.